# Józef Trojok (powstaniec)
Józef Trojok (ur. 5 lutego 1890 w Nowej Wsi Królewskiej, zm. 21 stycznia 1972 w Świętochłowicach) – polski działacz narodowy, powstaniec śląski, polityk, poseł na Sejm Śląski IV kadencji.

## Życiorys
Jego ojciec - Jan był działaczem Polskiej Partii Socjalistycznej. Po jego urodzeniu rodzina przeniosła się do Królewskiej Huty. Józef Trojok jako młodzieniec wstąpił do Zjednoczenia Zawodowego Polskiego. W 1909 był współzałożycielem polskiego Towarzystwa Śpiewu „Echo” w Chropaczowie. W tym samym czasie należał do Towarzystwa Gimnastycznego „Sokół” w Lipinach.
Podczas I wojny światowej brał udział w walkach frontowych. Po wojnie wspólnie z Wiktorem Wiechaczkiem organizował Polską Organizację Wojskową. Jako działacz polski w pierwszym powstaniu śląskim był ścigany przez Grenzschutz, uszedł z życiem dzięki wprowadzeniu niemieckiej władzy w błąd. W III powstaniu śląskim był dowódcą chropaczowskiej kompanii powstańczej (ok. 200 powstańców), która zdobyła Chorzów. Jego kompania została później włączona do pułku Karola Gajdzika.
Po wojnie i powstaniach działał w strukturach samorządowych. Od 1923 był urzędnikiem w Urzędzie Gminnym w Chropaczowie. W 1935 został wybrany posłem do Sejmu Śląskiego. W 1939 organizował powstańczą samoobronę, która strzegła granicy i odpierała ataki „Freikorpsu” do nocy z 2 na 3 września 1939. 
Po wojnie był burmistrzem Kędzierzyna w latach 1945–1948. 

## Ordery i odznaczenia
- Krzyż Niepodległości (6 czerwca 1931)[1]
- Złoty Krzyż Zasługi (28 grudnia 1936)[2]
- Order Virtuti Militari[3]

## Upamiętnienie
Jest bohaterem odcinka „Józef Trojok – dowódca z Chropaczowa” z serii „Filmowa Encyklopedia Powstań Śląskich” (2017).